# 拉特蒂利亞
拉特蒂利亞（西班牙語：La Tetilla），是巴拿馬的城鎮，位於該國中西部，由貝拉瓜斯省的卡洛弗雷區負責管轄，面積54平方公里，海拔高度56米，2010年人口400，人口密度每平方公里7.4人。